# پیترو ویسکونتی
پیترو ویسکونتی (انگلیسی: Pietro Visconti؛ زادهٔ ۲۴ مهٔ ۱۹۸۹) بازیکن فوتبال اهل ایتالیا است.
از باشگاه‌هایی که در آن بازی کرده‌است می‌توان به باشگاه فوتبال کرمونزه، باشگاه فوتبال آولینو، باشگاه فوتبال نووارا، و باشگاه فوتبال پیاچنزا اشاره کرد.